# Ichneumon curtulus
Ichneumon curtulus là một loài tò vò trong họ Ichneumonidae.